# Ангел Червенков
Ангел Димитров Червенков  е български състезател и треньор по футбол.

## Биография
Роден е на 10 юни 1964 в Болярово. Като футболист е играл на поста защитник за отборите на Тунджа (Ямбол) (1980 – 1982 г.), Армеец (София) (1982 – 1984 г.), ЦСКА (1984 – 1987 г.), Локомотив (Горна Оряховица) (1987 – 1989 г.), Етър (Велико Търново) (1989 – 1994 г.) и Монтана (1994 – 1996 г.). В А група има 298 мача и 40 гола. Шампион на България през 1987 г. с ЦСКА и през 1991 г. с Етър, вицешампион през 1985 г. с ЦСКА, бронзов медалист през 1990 г. с Етър, носител на купата на страната през 1985 и 1987 г. с ЦСКА, на КСА през 1985 и 1986 г. с ЦСКА и на Купата на БФС през 1991 г. с Етър. В евротурнирите има 6 мача и 1 гол (2 мача с 1 гол за Етър в КЕШ и 4 мача за ЦСКА в турнира за купата на УЕФА). За националния отбор има 5 мача.

## Треньорска кариера

### ПФК ЦСКА (София)
Работи като треньор в ДЮШ на ЦСКА (1999 – 2001 г.) и помощник-треньор в първия отбор в периода (2003 – 2007 г.) когато отборът записва славни в историята си победи над Байер Леверкузен и Ливърпул и участва в групите на турнира за купата на УЕФА. Печели шампионска титла 2005 г., Купа на България 2006 г. и Суперкупа на България през 2007 г.

### Черно море (Варна)
Помощник-треньор (2001 – 2002 г.)

### Миньор (Бобов дол)
Старши треньор (2002 – 2003 г.)

### ФБК Каунас–Литва
През 2007 г. след като напуска ЦСКА е поканен за Старши треньор на ФБК Каунас от собственика на отбора Владимир Романов, който в същото време е собственик и на други три отбора (Хартс, Шилуте, МТЗ – РИПО). След успешен полусезон и спечелване на Суперкупата на Литва и 1 място в класирането с 10 точки преднина пред втория, Романов го кани за Главен Мениджър в Хартс.

### Хартс–Шотландия
През сезон 2007/2008 оглавява елитния Шотландски отбор Хартс и записва името си като първия български треньор работил на Острова. Постига престижни победи над двата гранда като домакин на Глазгол Рейнджърс 4 – 2 и като гост на Селтик 0 – 2, когато ги отстранява на осминафинал за купата на Шотландия. След кратка пауза идва и вторият му престой в Хартс през сезон 2008/2009, но финансовата криза налегнала отбора и невъзможността на собственика да го издържа го принуждават да напусне и да се прибере в България.

### ПФК Литекс (Ловеч)
През сезон 2009/2010 след изминалите първи два кръга, получава покана от собственика Гриша Ганчев и става Старши треньор на ПФК Литекс. Печели безапелационно шампионска титла с 12 точки преднина пред втория, с най-добра защитата и най-добро нападение в първенството.

### ФК Севастопол (Севастопол)
През 2011 г. получава предложение да води елитния Украински отбор Севастопол и след края на сезона напуска.

### Татран (Прешов)–Словакия
През 2012 г. поема елитният Словашки отбор Татран Прешов.

### ФК Севастопол (Севастопол)
През 2014 г. за втори път оглавява отбора и го класира на най-високо за историята на клуба място в първенството, както и записва много клубни рекорди. Поради военното положение в страната и последвалият референдум за независимостта на полуостров Крим, отборът не е допуснат да участва в първенството на Украйна за следващия сезон, тъй като се счита за част от Русия и преустановява съществуването си.

### ФК Арсенал (Киев)
През 2015 г. получава покана да оглави амбициозен проект и приема да стане Генерален мениджър и Старши треньор на украинския ФК Арсенал Киев.

### Локомотив Горна Оряховица
През 2016 г. застава начело на завърналия се в най-висшия еталон на българския футбол отбор на Локомотив Горна Оряховица

### Черноморец Одеса
През сезон 2018/2019 оглавява елитния Украински отбор Черноморец Одеса, в който той работи до края на 2019 г.

## Успехи

### Кариера като футболист
ЦСКА София
- Шампион на България: 1986/87
- Купа на България (2): 1985, 1987
- Купа на Съветската Армия (2): 1985, 1986

Етър
- Шампион на България: 1990/91
- Купа на България: 1991

### Кариера като треньор
ЦСКА София
- Шампион на България: 2004/05
- Купа на България: 2006
- Суперкупа на България: 2007

Литекс (Ловеч)
- Шампион на България: 2009/10

- Шампион на Литва: 2007
- Суперкупа на Литва: 2007

## Статистика по сезони
- Тунджа – 1980/81 – Б група, 14 мача/2 гола
- Армеец (София) – 1981/82 – В група, 23/7
- Армеец – 1982/83 – В група, 29/15
- Армеец – 1983/84 – Б група, 31/8
- ЦСКА – 1984/85 – А група, 25/
- ЦСКА – 1985/86 – А група, 27/
- ЦСКА – 1986/87 – А група, 18/1
- Локомотив (ГО) – 1987/88 – А група, 29/2
- Локомотив (ГО) – 1988/89 – А група, 28/2
- Етър – 1989/90 – А група, 24/6
- Етър – 1990/91 – А група, 27/3
- Етър – 1991/92 – А група, 22/3
- Етър – 1992/93 – А група, 24/3
- Етър – 1993/94 – А група, 25/4
- Монтана – 1994/95 – А група, 27/4
- Монтана – 1995/96 – А група, 23/2